# Christian Mora Cantillano
Christian Mora Cantillano es un criminal costarricense condenado a 193 años de cárcel por el Caso Casino White House en el cual se le imputan, entre otras cosas, ser coautor del secuestro de las hermanas Yerlin y Arelis Marín Salazar y de Angie Peraza Fernández cuando salían de su trabajo en el Casino White House, así como del asesinato de Yerlin Marín, el intento de asesinato de Angie Peraza y Arelis Marín y por la violación de Arelis Marín acontecidos el 28 de octubre del 2008. Actuó en complicidad con Juan Carlos Mena Jiménez
El 12 de octubre del 2009 se le encuentra culpable por el Tribunal y se le sentencia 179 años de prisión por tentativas de homicidio, homicidio calificado, coautorías de robo agravado y privación de libertad, complicidad de violación simple y violación. No obstante, por las leyes de Costa Rica, ningún convicto puede pasar más de 50 años en la cárcel. Según fuentes judiciales, Mora y su cómplice son sospechosos del homicidio de la joven pareja Pamela Chaves Umaña y Rolando Orozco Alpízar.